# Wahlenbergia huttonii
Wahlenbergia huttonii är en klockväxtart som först beskrevs av Otto Wilhelm Sonder, och fick sitt nu gällande namn av Mats Thulin. Wahlenbergia huttonii ingår i släktet Wahlenbergia och familjen klockväxter. Inga underarter finns listade i Catalogue of Life.